# Acétate de benzyle
L'acétate de benzyle C9H10O2  ou CH3-CO-O-CH2-C6H5
est l'ester de l'acide acétique et de l'alcool benzylique. Il constitue l'odeur de tête du jasmin et est présent dans l'huile essentielle de jasmin (environ 20 % de l'absolue de jasmin).
On le trouve à l'état naturel dans beaucoup de fleurs.
Il est utilisé dans les domaines suivants :
- parfumerie et cosmétiques
- alimentation : arôme pour donner un goût de pomme ou de poire.
- industrie chimique : solvant pour matières plastiques et résines, acétate de cellulose, huiles, laques, encres.